# It's My Birthday
It's My Birthday è un brano musicale del cantante statunitense will.i.am in duetto con il cantante Cody Wise. È stato pubblicato il 28 maggio 2014 tramite Interscope Records.